# Spasmo

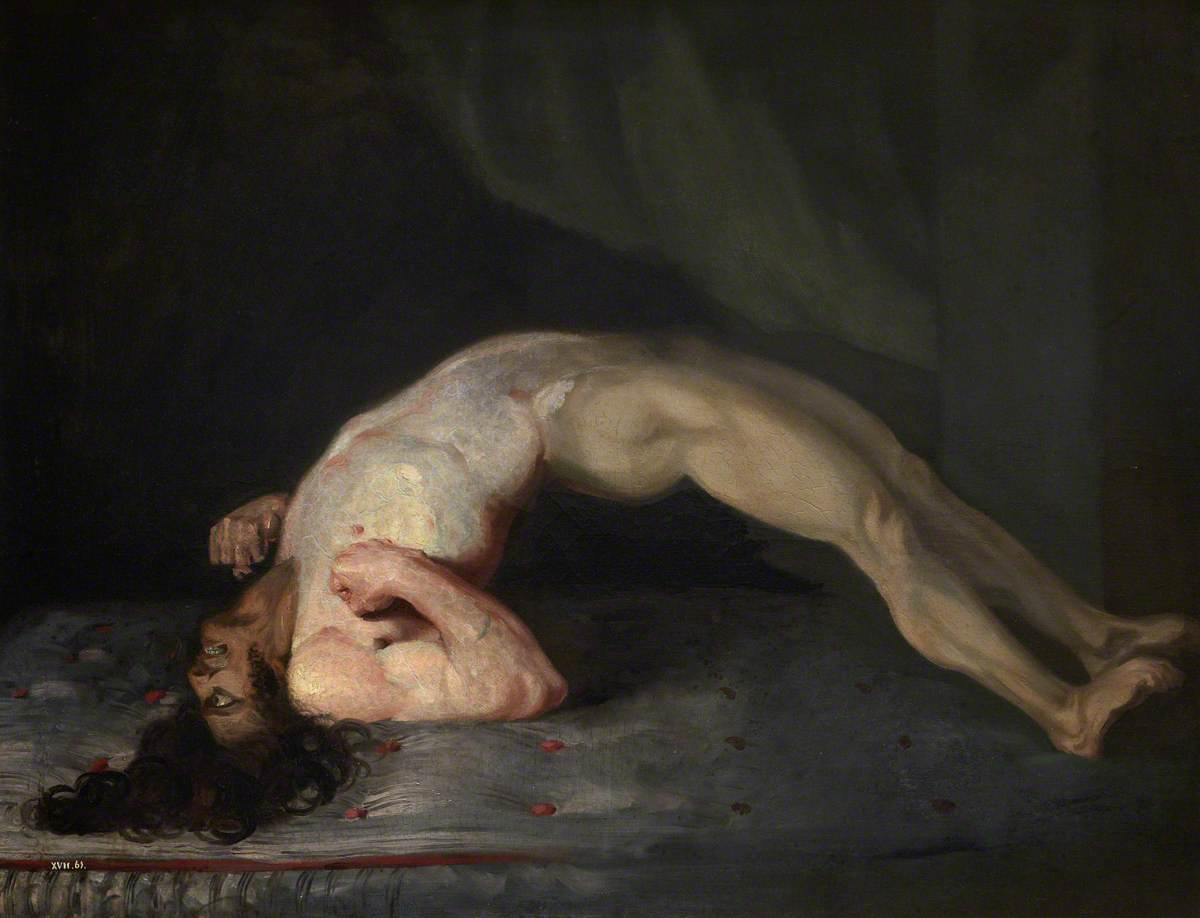
Spasmo muscolare in un paziente malato di tetano (1809)

Lo spasmo è una contrazione improvvisa e involontaria di un muscolo (o un gruppo di muscoli), di un organo cavo o di un orifizio. È a volte accompagnato da un repentino "scoppio" di dolore ma di solito è innocuo e cessa dopo pochi minuti. La contrazione spasmodica dei muscoli può essere dovuta a un gran numero di condizioni mediche, tra cui la distonia.
Per estensione uno spasmo è un'improvvisa e temporanea esplosione di energia, attività o emozioni.
Un sottotipo di spasmo è la colica, un dolore passeggero dovuto a contrazioni della muscolatura liscia in un particolare organo (es: il dotto biliare). Una caratteristica della colica è la sensazione di doversi muovere, e il dolore può indurre nausea o vomito se molto acuto. Serie di spasmi o spasmi permanenti vengono chiamati spasmismo.
Gli spasmi fanno parte delle discinesie e si dividono in: crampi (contrazioni dolorose, automatiche o dopo movimento ripetuto), spasmo vero e proprio, mioclono o miochimia (leggera contrazione non dolorosa), fascicolazione (movimento poco visibile di una parte di muscolo, senza esito motorio vero).
La miotonia invece si distingue, essendo un ritardato rilascio della contrazione muscolare volontaria, senza dolore. Le contratture a differenza dei crampi hanno diversa durata e presentazione con evidente contrazione.